# Poilly-sur-Serein
Poilly-sur-Serein település Franciaországban, Yonne megyében. Lakosainak száma 243 fő (2022. január 1.). Poilly-sur-Serein Aigremont, Béru, Chemilly-sur-Serein, Lichères-près-Aigremont, Sainte-Vertu, Viviers és Yrouerre községekkel határos.

## Népesség
A település népességének változása:
| Lakosok száma | 284  | 285  | 286  | 272  | 262  | 251  | 247  | 244  | 243  |
|               | 2013 | 2015 | 2016 | 2017 | 2018 | 2019 | 2020 | 2021 | 2022 |